# Giessenite
La giessenite è un minerale.